# Euptychia cheneyorum
Euptychia cheneyorum är en fjärilsart som beskrevs av Ralph L. Chermock 1949. Euptychia cheneyorum ingår i släktet Euptychia och familjen praktfjärilar. Inga underarter finns listade i Catalogue of Life.